# Lenní paní
Lenní paní (v italském originále La feudataria) je opera buffa (dramma giocoso per musica) o dvou jednáních českého skladatele Františka Josefa (Benedikta) Dusíka na libreto neznámého autora. Její premiéru uvedlo 14. srpna 1806 milánské divadlo Teatro alla Scala.

## Vznik, historie a charakteristika
Skladatel František Josef Dusík po pobytu v Lublani (1790–1800) opustil toto město a svou rodinu a v následující době Napoleonských válek pobýval na různých místech v severní Itálii, kde působil jako vojenský kapelník u různých vojsk a současně komponoval pro italská divadla opery, vesměs v žánru opera buffa. Zpočátku – ještě roku 1805 – působil v Benátkách, ale v polovině prvního desetiletí 19. století přesídlil do Lombardie, jak dokládají místa premiér jeho oper z této doby (především Milán, ale též Brescia, Bergamo, Cremona). Rok 1806 byl v jeho tvorbě zvlášť úspěšný: po uvedení opery komické opery Hochštapler na počátku roku v Brescii uvedlo na počátku podzimní sezóny jeho Lenní paní přední operní divadlo regionu, milánské Teatro alla Scala, a ještě před konce roku uvedlo milánské Teatro Carcano další komickou operu Důvtipná kavárnice.

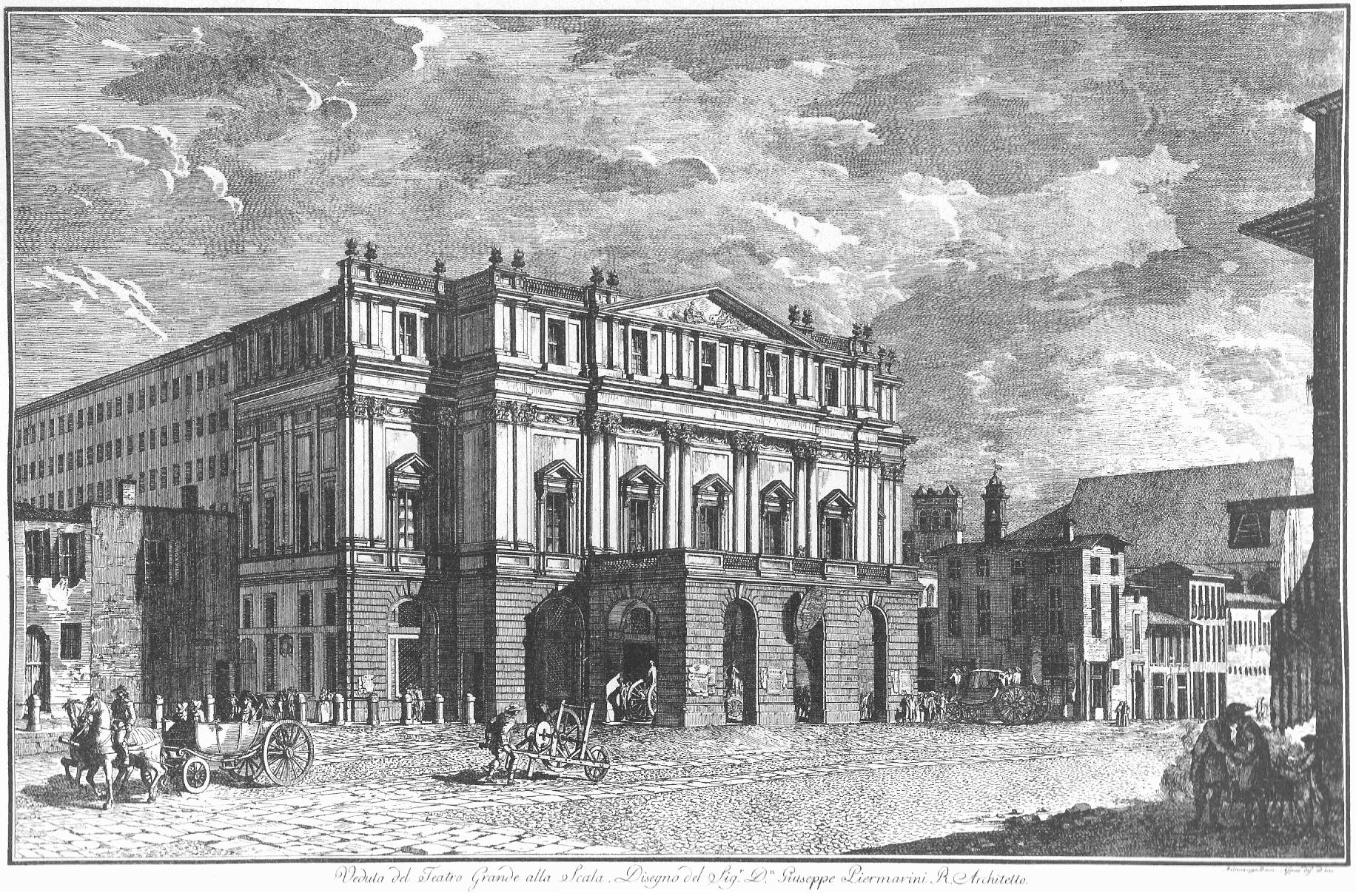
Teatro alla Scala, rytina Domenica Aspara z roku 1790

Libreto zdůrazňuje, že k opeře Dusík napsal „zcela novou hudbu“ (tj. nepoužil svou dřívější, jak bylo běžné). Spolu s operou byly hrány dva balety, tragický L'Andromaca a komický La locanda. Jako autor hudby prvního je uveden Luigi Belloli (1770–1817), autor druhého není uveden; mohl jím být samotný Dusík, u něhož je autorství doloženo u jiných baletů. Autor libreta není zmiňován; inspiroval se zjevně libretem k Boieldieuově opeře z roku 1803 Má teta Zlata (Ma tante Aurore), jež napsal Charles de Longchamps. Děj, v němž se nápadník uchází o titulní „lenní paní“ pomocí převlečení za pseudoantického hrdinu a naopak hlavní antagonista ji chce ovlivňovat pomocí převlečení za ducha, poskytuje řadu příležitostí parodovat postupy opery seria.
O ohlasu této opery zaznamenává Pompeo Cambiasi stručnou charakteristiku „prostřední“ (mediocre). Podrobněji se rozepsal milánský časopis Il corriere delle dame: „Zatímco obecenstvo […] očekávalo, že na této scéně o tomto podzimu uvidí operu buffu, v níž bude možné něco obdivovat díky nápaditosti, něco nezatracovat díky textu, něčemu tleskat díky hudbě, potvrdila se namísto toho, ke všeobecnému údivu, zahanbující pravda, která rozhodným způsobem ohlašuje úpadek umění a bohorovnost nebo nevzdělanost ředitelství divadla […] Pro pána krále! je vůbec možné napsat operu bez básnického i hudebního stylu, bez poezie, bez řádu, bez soudnosti, jedním slovem nudnější a horší, než je tato? […] Básník […] vytvořil nestvůru, jejíž jediná cena spočívá v její výjimečné nestvůrnosti. Je tedy přirozené, že slova bez poezie musela být téměř v každé scéně zpívána bez hudby.“ Jako výjimku časopis chválil milostný duet ve II. dějství (Ma pur… dirò, che amore) a sbor z téhož jednání (Signora, Eccellenza), zejména kvůli výkonu pěvkyně Gafforiniové.
O případných jiných inscenacích Lenní paní nejsou zprávy, její libreto a partitura se však dochovaly.
Týž námět pod rozšířeným názvem La feudataria, ossia Il podestà ridicolo zhudebnil následně Giuseppe Nicolini (1762–1842); jeho opera měla premiéru v Piacenze v Teatro Nuovo 18. ledna 1812.

## Osoby a první obsazení
| osoba                                                         | hlasový obor | premiéra (14. srpna 1806) |
| ------------------------------------------------------------- | ------------ | ------------------------- |
| Kněžna Rosellina                                              | soprán       | Elisabetta Gafforini      |
| Lavinia, její sestra                                          | soprán       | Carolina Chiappa          |
| Vévoda della Verdura                                          | tenor        | Gaetano Pasini            |
| Arturo, kněžnin tajemník                                      | tenor        | Gaetano Chizzola          |
| Kníže della Pianura                                           | tenor        | Diomiro Tramezzani        |
| Baron del Forno                                               | bas          | Felice Pellegrini         |
| Buffetto, tajemník knížete                                    | …            | N. N.                     |
| Leníci, komorníci, podkoní, služebnictvo kněžny a knížete     |              |                           |
| Dirigent: Vincenzo Lavigna                                    |              |                           |
| Výprava: Alessandro Sanquirico, Giovanni Pedroni              |              |                           |
| Kostýmy: Antonio Rossetti, Antonio Majoli, Giosuè Parravicini |              |                           |
| Choreografie: Pietro Angiolini                                |              |                           |

## Děj opery

### 1. dějství
(1. obraz – Velké náměstí s palácem lenních pánů) Shromáždění leníci provolávají slávu své nové lenní paní, kněžně Rosellině. Tu však zastupují její tajemník Alberto a její sestra Lavinia. Kněžniným jménem přijímají blahopřání a prosí přítomné, aby přišli jindy – kněžna si teď nepřeje být rušena (introdukce Viva, viva, sua Eccellenza).

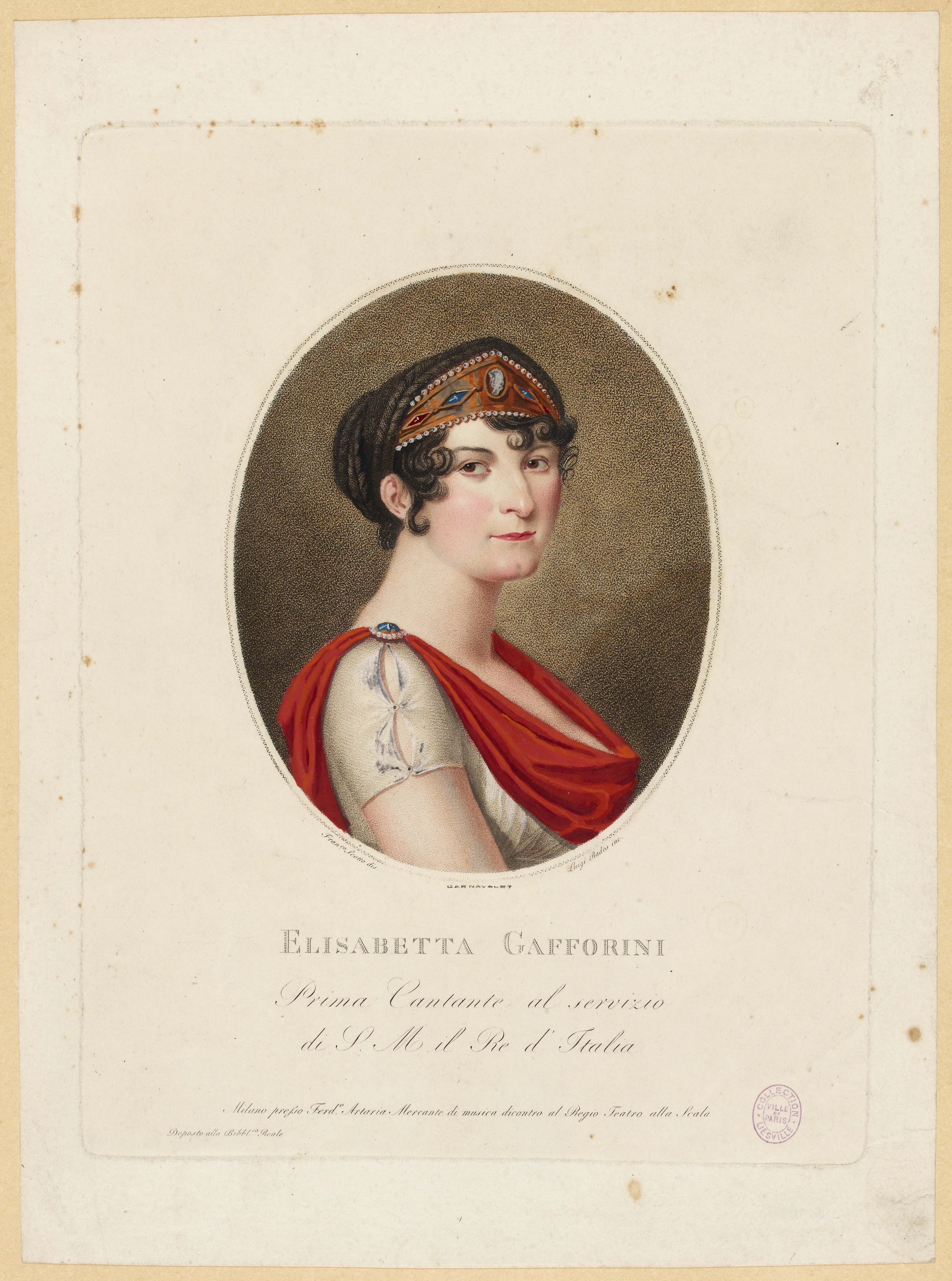
Elisabetta Gafforini, představitelka titulní úlohy v Dusíkově Lenní paní, rytina Luigiho Radose podle Francesc Emmanuela Scotta

Do kněžny je zamilován kníže della Pianura, přestože ho kněžna dosud ani neviděla. Knížeti patří sousední panství, ale mezi oběma knížectvími plane dědičný spor, proto se zde nemůže jen tak objevit. Vyslal svého sluhu Buffetta, aby v přestrojení za rybáře toho o kněžně co nejvíce vyzkoumal. Arturo vychází, aby dal vyvěsit plakáty zvoucí obyvatelstvo na zítřejší velkou slavnost. Buffetto se z něho snaží získat informace, ale Arturo vyniká v bezobsažných odpovědích (árie Deve, chi serve i grandi). Buffetto tedy odchází vyzvídat jinde.
Vstupuje kníže della Pianura a jeho přítel, baron dal Forno, oba oblečení v oděvu antických hrdinů, který skrývají pod pláštěm, aby nebudili pozornost. Kníže se dozvěděl o chystané slavnosti a přispěchal, protože se bojí, že se má vyhlásit kněžnina svatba či zasnoubení s někým jiným. Trápí se šílenou láskou – a barona zase pronásledují věřitelé (duet Ma flemma … sofferenza). Baron, důvtipný muž, připomíná, že kněžna stěží vyslyší někoho, koho vůbec nezná, ale on už nějaký prostředek vykoumá. Přitom se sám pokusí namluvit kněžninu sestru Lavinii, jejíž věno by splatilo baronovy dluhy. Odchytí Buffetta; ten se dozvěděl málo, ale alespoň to, že kněžna byla spatřena, jak odchází s rádcem svého zesnulého otce, starým vévodou della Verdura, do hájku za zámkem. Kníže a baron vyrážejí za ní.
(2. obraz – Parkově upravený hájek s altánem, v pozadí moře) Kněžna má vypjatě romantickou, také však vrtkavou a nerozhodnou povahu. Prochází se s knihou v ruce a básnicky obdivuje okolní přírodu. Vévoda nad ní drží slunečník a skepticky skuhrá (duet Fresche piante, spiaggia amena). Přestože mu je už sedmdesát let, chtě by si vzít kněžnu za ženu. A protože kněžna přikládá velkou váhu snům, zařídil, aby se jí zjevil její otec a naznačoval, že se má provdat za vévodu. Kněžna si však není jista významem snu a přivádí vévodu do rozpaků, když po něm chce jeho výklad. Vévoda formuluje svou nabídku sňatku. Kněžna ji neodmítá, ale hodlá vyčkat na další sen. Vévoda jí pak musí předčítat z milostného románu, přestože podle kněžny je jeho přednes příliš prozaický.
Ozve se zvuk potyčky a hlas (Buffettův) křičící cizím jazykem. Kněžna a vévoda se ukryjí a na místo přijdou s obnaženými meči kníže a baron ve svých fantastických kostýmech. Předstírali, že zvítězili v krutém boji, a vzdávají díky bohům a bohyním. Kněžna vystoupí a vítá je jako potulné rytíře, jako je zná z románů. Představuje se jim a rdí se nad jejich úžasem a obdivem. Vévoda má příchozí za podvodníky a vzteká se, ale okouzlená kněžna je odvádí domů jako hosty (kvartet Grazie al braccio, e a valor nostro … Vaganti eroi … Ah che gode il mio cor). Zapomenutý vévoda se pohoršuje, jak je s ním zacházeno. Láteří na všechny romány a ženské pokolení celkem. Rozzuří se tak, že si přivodí fyzickou slabost a stěží se odpotácí (árie Maledetti i romanzi, le favole).
(3. obraz – Honosný sál v kněžnině paláci) Arturo je zamilován do Lavinie, ale to je chytrá dívka s odporem k jakýmkoli ceremoniím a tajemníkovo přehnané dvoření ji unavuje. Arturo jako věrný pomocník vévody doufá, že vévodovy plány uspějí a pak bude mít šanci i on.
Kněžna uvádí oba „hrdiny“. Ti vzletnými slovy opěvují sál a komentují výzdobu čerpající z antických bájí s milostným námětem. Kněžna je nadšena, že nalezla spřízněné duše (tercet Magnifico palazzo!). Pak se jich ptá, odkud jsou, a baron vypráví napínavou historku o tom, jak unikli pirátům, zachránivše si holý život. Místností prochází Lavinia a na kněžnin pokyn vzdává (napůl ironicky) hrdinům čest. Všimne si, jak po ní baron hází okem, a i jí se zamlouvá (árie Alor signori). Kněžna, nemajíc sestru v lásce, její přerušení zamlouvá a kníže s baronem pokračují ve vyprávění.
Tu Arturo a jeden ze sluhů přivádějí zesláblého vévodu. Ten potvrzuje, že na kněžnin pokyn připravil novou vyhlášku: oznamuje se, že ten, kdo kněžnu zachrání před velkým nebezpečím, dostane její ruku a knížectví věnem. Vévoda se kněžnu snaží přesvědčit, aby se rozmyslela, nebo aby alespoň nedávala dekret vybubnovávat teď v noci s ohledem na obyvatelstvo, ale kněžna se rozlítí a na svých rozkazech a absolutní poslušnosti svých služebníků trvá (árie No, quell' insano orgoglio). Odvádí své hosty a vévoda pověřuje Artura, aby oznámení provedl v tichosti a rychle a pak se k němu tajně vrátil – mají noční plán…
Kníže je zamilován (árie Mio core! … ah… non comprendo). Baron má plán: bude předstírat, že je nebezpečný vražedný náměsíčník, přijde v noci za kněžnou a bude ji naoko ohrožovat, kníže včas zakročí a zachrání ji – a dostane její ruku. Kněžna přijde a baron ji ihned informuje o svém neblahém stavu (tercet Sogno zuffe, m'iniammo, m'adiro). Lavinia opět prochází a všichni si navzájem přejí dobrou noc (kvartet Sorella, io vado a letto). Kněžna přitom Lavinii vyčítá, že se vyjadřuje přízemně, a Lavinia po odchodu všech dává průchod své nechuti k vyžadované etiketě. Zatímco jde spát, vévoda připravuje svou intriku (duet O che infelice).
Kněžna se vrací, čte na pohovce milostný román a usne. Objeví se vévoda s Arturem, který je převlečen za ducha kněžnina otce. Když se kněžna probudí, vidí ducha, jak přivádí vévodu a posunkem jí ho určuje za manžela. Současně však vstoupí baron za účelem vlastní hry. Dovtípí se, kdo se za duchem skrývá, ale musí předstírat náměsíčného a vrhnout se na kněžnu. Ta ihned vykřikne a omdlí, takže nevidí zákrok prince na její záchranu, dokud se neseběhne celá domácnost. Vyděšená kněžna naříká a vévoda s Arturem na jedné straně i kníže s baronem na druhé jsou rozpačití z polovičního úspěchu svých intrik. Jen bystrá Lavinia tuší, odkud vítr vane (finále Se ser felice, o sventurata … Or legge: il tempo è questo).

### 2. dějství

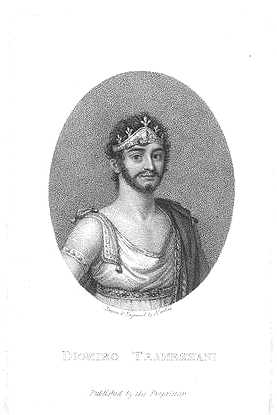
Diomiro Tramezzani, představitel knížete de la Pianura v Dusíkově Lenní paní, rytina J. Landiniho kolem roku 1800

(1. obraz – Velké nádvoří se sloupořadím) Kněžnin dvůr a služebnictvo se shromáždily, aby vyslechly její přání (sbor Oh feudo fortunato!). Kněžna vyhlašuje oba „potulné hrdiny“ za členy svého dvora a „vůdce.kondotiéry“. Pak chce vyhlásit svůj noční dekret, ale myšlenky na přání otcova ducha ji od toho zrazují, takže odchází bez rozhodnutí. Kníže má obavy, ale baron ho uklidňuje a posílí ho předat nové obrazy Buffettovi. Nato baron hovoří s Lavinií a s potěšením pozoruje, že Lavinii jeho blízkost přivádí do rozpaků (árie Lavinie Il fiato dal petto). Pozoruje to vévoda s pochopitelným pohoršením, že i druhý „hrdina“ se chce přiženit do panovnické rodiny. Ale obezřetně vedený rozhovor mezi baronem a vévodou dopadne nerozhodně: díky nočnímu setkání u kněžny na sebe oba vědí kompromitující věci a drží se navzájem v šachu (duet Da sperare non c'è altro).
(2. obraz – Honosná komnata kněžny) Kněžna shromáždí knížete, barona, vévodu a Alberta a vypráví jim svůj sen. Vévoda se snaží kněžnu přesvědčit, aby mu uvěřila, ale v přítomnosti barona nemůže být příliš důrazný. Kněžna má sama pochybnosti, vyptává se vévody a Artura na jejich noční alibi a nakonec se rozhodne přece jen vydat svůj noční dekret, totiž že ji dostane ten, kdo ji zachrání před nebezpečím. Kníže využije příležitosti hovořit s kněžnou mezi čtyřma očima, vyzná jí lásku a dozví se, že je opětována (duet Ma pur… dirò, che amore).
(3. obraz – Hájek jako ve 2. obraze 1. dějství) Buffetto s několika sluhy knížete se převlékli za piráty a připravuje se zahrát divadlo. Přitom si stěžuje na těžkou službu u zamilovaného a nepříliš bohatého knížete (árie Ah che vita è questo mai!). Baron v dlouhém plášti a maskovaný za vůdce pirátů kontroluje, zda je vše připraveno, a pak se všichni ukryjí.
Přichází vévoda a stěžuje si na kněžnu, která stále mění názory a rozhodnutí, a na oba podvodníky. Vybafnou na něj Buffetto a baron falešným cizím jazykem a vévoda začíná věřit, že piráti – jež dosud považoval za smyšlenku obou dobrodruhů – skutečně existují. Schová se před nimi do altánu. Následně přicházejí kněžna a Lavinia. I je přepadnou piráti a ženy volají o pomoc. Přispěchá kníže, vytasí meč a pustí se s piráty do bitky. Vytlačí je mimo dohled a na konci se k němu připojí (odmaskovaný) baron a vévoda. Vzápětí se všichni vracejí a oznamují kněžně vítězství (scéna Sventurata! In van m'aggiro!). Kníže rozrušenou kněžnu odvádí a vévoda je následuje.
Baron zastaví Lavinii k rozhovoru a dívka mu bez okolků přizná, že na něho myslí od okamžiku, kdy ho spatřila. Baron je nejen potěšen, ale upřímně zamilován, protože se mu líbí její přímost a otevřenost, jakou by měly mít všechny ženy, chtějí-li okouzlit muže (árie Qual armi a nostra offesa).
(4. obraz – Sál jako ve 3. obraze 1. dějství) Kněžna vyhlašuje, že její dekret se naplnil, byla zachráněna před hrozným nebezpečím. Pak si však knížeti stěžuje, že zachránil nejen ji, ale i její sestru, takže prý neví, jak si to vykládat. Kníže neví, co by po něm kněžna ještě chtěla (árie Che mai chiedete a un misero). Kněžna přemítá, zda snad knížete nakonec nemiluje.
Arturo přináší dopis od údajného kapitána pirátů. Jedině baron je schopen pochopit a přeložit jeho obsah: je to žádost o výkupné za to, že piráti nepoplení kněžnino panství. Nato je vpuštěna skupina kněžniných poddaných (ve skutečnosti lidí knížete) hořekujících nad škodami, které jim piráti tropí (sbor Signora, Eccellenza). Kněžna je zděšená a má z toho nervovou krizi, kníže a baron spěchají do boje proti údajným pirátům (scéna Da tante smanie oppressa).
Vévoda hovoří s Arturem: je jasné, že jejich intriky selhaly a zde jim pšenka nepokvete (duet Amico mio, siam fritti). Lavinia se jich ptá, co se děje, a kněžna jim oběma nařizuje také jít na piráty, což vévoda a Arturo ke vzteku své paní odmítají (tercet Che cosa è stata? a kvartet Ove son io!). Baron se vrací, ohlašuje vítězství, ale také smrt „hrdiny“ v boji. Kněžna je zdrcena. Nato kníže vstupuje ve slavnostním oděvu a pod vlastním jménem. Vysvětluje, že „piráti“ ani „hrdinové“ neexistují, že vše byla jen lest, aby se k ní dostal a přesvědčil ji o své lásce. Kněžna je ochotna jeho žádosti o ruku vyhovět, ale má stále strach z posmrtného příkazu svého otce. Baron prozrazuje, jak předstíral náměsíčnost a přitom zastihl vévodu a Artura, jak napodobují sen o duchu. Vyděšený Arturo se přizná a sňatku knížete s kněžnou již nestojí nic v cestě (finále Torni la pace, e imene … Tutti cantiam di core).